# Erik Zeidlitz
Erik Zeidlitz (Brännkyrka, 11 de diciembre de 1945) es un deportista sueco que compitió en piragüismo en la modalidad de aguas tranquilas. Ganó dos medallas en el Campeonato Mundial de Piragüismo en los años 1966 y 1970, y dos medallas en el Campeonato Europeo de Piragüismo en los años 1967 y 1969.
Participó en cuatro Juegos Olímpicos de Verano entre los años 1968 y 1980, su mejor actuación fue un quinto puesto logrado en México 1968 en la prueba de C2 1000 m.

## Palmarés internacional
| Campeonato Mundial | Campeonato Mundial     | Campeonato Mundial | Campeonato Mundial |
| Año                | Lugar                  | Medalla            | Evento             |
| ------------------ | ---------------------- | ------------------ | ------------------ |
| 1966               | Berlín Oriental (RDA)  | Medalla de plata   | C2 1000 m          |
| 1970               | Copenhague (Dinamarca) | Medalla de bronce  | C2 10 000 m        |
| Campeonato Europeo |                        |                    |                    |
| Año                | Lugar                  | Medalla            | Evento             |
| 1967               | Duisburgo (RFA)        | Medalla de bronce  | C2 10 000 m        |
| 1969               | Moscú (URSS)           | Medalla de bronce  | C2 10 000 m        |